# Dommartin-la-Chaussée
Pour les articles homonymes, voir Dommartin.
Dommartin-la-Chaussée est une commune française située dans le département de Meurthe-et-Moselle, en Lorraine, dans la région administrative Grand Est.

## Géographie
Dommartin-la-Chaussée est une commune rurale implantée dans le nord du département de Meurthe-et-Moselle « dans le cou de l’oie  ».
La commune est située sur la route départementale no 28, orientée sud-est / nord-ouest, elle relie Charey (RD 131) à Dampvitoux (RD 901).
Le territoire communal est ceinturé par quatre communes en périphérie : Hagéville au nord, Dampvitoux à l’ouest, Charey au sud-est et Saint Julien-lès-Gorze à l’est.
L’aérodrome dit "de Chambley"  est situé au nord-est de Dommartin-la-Chaussée, il est en partie implanté sur le territoire communal.
La superficie du ban communal représente 271 hectares.

### Communes limitrophes
Les communes limitrophes sont Charey, Dampvitoux, Hagéville et Saint-Julien-lès-Gorze.

### Hydrographie

#### Réseau hydrographique
La commune est dans le bassin versant du Rhin au sein du bassin Rhin-Meuse. Elle est drainée par le Rupt,.

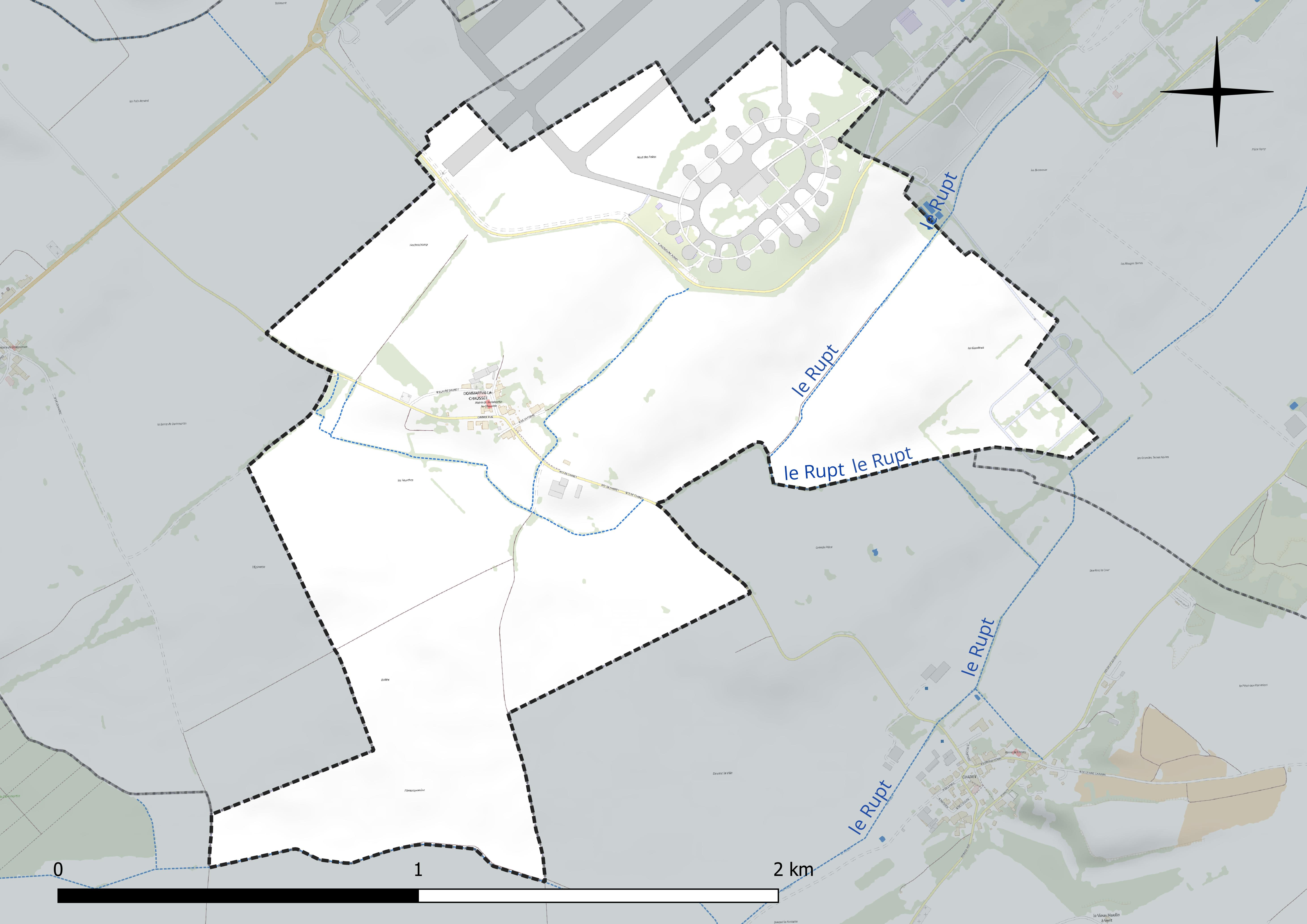
Réseau hydrographique de Dommartin-la-Chaussée.

#### Gestion et qualité des eaux
Le territoire communal est couvert par le schéma d'aménagement et de gestion des eaux (SAGE) « Rupt de Mad, Esch, Trey ». Ce document de planification concerne les bassins versants du Rupt de Mad, de l’Esch et du Trey. Le périmètre a été arrêté le 2 juin 2014, la commission locale de l'eau (CLE) a été créée le 20 juin 2017, puis modifiée le 26 mars 20210. La structure porteuse de l'élaboration et de la mise en œuvre est le Parc naturel régional de Lorraine. 
La qualité des cours d’eau peut être consultée sur un site spécial géré par les agences de l’eau et l’Agence française pour la biodiversité. 

### Climat
Pour des articles plus généraux, voir Climat du Grand Est et Climat de Meurthe-et-Moselle.
En 2010, le climat de la commune est de type climat des marges montargnardes, selon une étude du Centre national de la recherche scientifique s'appuyant sur une série de données couvrant la période 1971-2000. En 2020, Météo-France publie une typologie des climats de la France métropolitaine dans laquelle la commune est dans une zone de transition entre le climat océanique altéré et le climat océanique altéré et est dans la région climatique  Lorraine, plateau de Langres, Morvan, caractérisée par un hiver rude (1,5 °C), des vents modérés et des brouillards fréquents en automne et hiver. 
Pour la période 1971-2000, la température annuelle moyenne est de 9,6 °C, avec une amplitude thermique annuelle de 16,5 °C. Le cumul annuel moyen de précipitations est de 828 mm, avec 12,5 jours de précipitations en janvier et 9,3 jours en juillet. Pour la période 1991-2020, la température moyenne annuelle observée sur la station météorologique de Météo-France la plus proche, « Nonsard », sur la commune de Nonsard-Lamarche à 12 km à vol d'oiseau, est de 10,7 °C et le cumul annuel moyen de précipitations est de 690,8 mm. 
La température maximale relevée sur cette station est de 40,1 °C, atteinte le 25 juillet 2019 ; la température minimale est de −17 °C, atteinte le 1er mars 2005,,. 
Les paramètres climatiques de la commune ont été estimés pour le milieu du siècle (2041-2070) selon différents scénarios d'émission de gaz à effet de serre à partir des nouvelles projections climatiques de référence DRIAS-2020. Ils sont consultables sur un site spécial publié par Météo-France en novembre 2022.

## Urbanisme

### Typologie
Au 1er janvier 2024, Dommartin-la-Chaussée est catégorisée commune rurale à habitat très dispersé, selon la nouvelle grille communale de densité à sept niveaux définie par l'Insee en 2022.
Elle est située hors unité urbaine. Par ailleurs la commune fait partie de l'aire d'attraction de Metz, dont elle est une commune de la couronne,. Cette aire, qui regroupe 245 communes, est catégorisée dans les aires de 200 000 à moins de 700 000 habitants,.

### Occupation des sols
L'occupation des sols de la commune, telle qu'elle ressort de la base de données européenne d’occupation biophysique des sols Corine Land Cover (CLC), est marquée par l'importance des territoires agricoles (81,4 % en 2018), une proportion sensiblement équivalente à celle de 1990 (81,5 %). La répartition détaillée en 2018 est la suivante : terres arables (66,2 %), zones industrielles ou commerciales et réseaux de communication (18,6 %), prairies (15,2 %). L'évolution de l’occupation des sols de la commune et de ses infrastructures peut être observée sur les différentes représentations cartographiques du territoire : la carte de Cassini (XVIIIe siècle), la carte d'état-major (1820-1866) et les cartes ou photos aériennes de l'IGN pour la période actuelle (1950 à aujourd'hui).

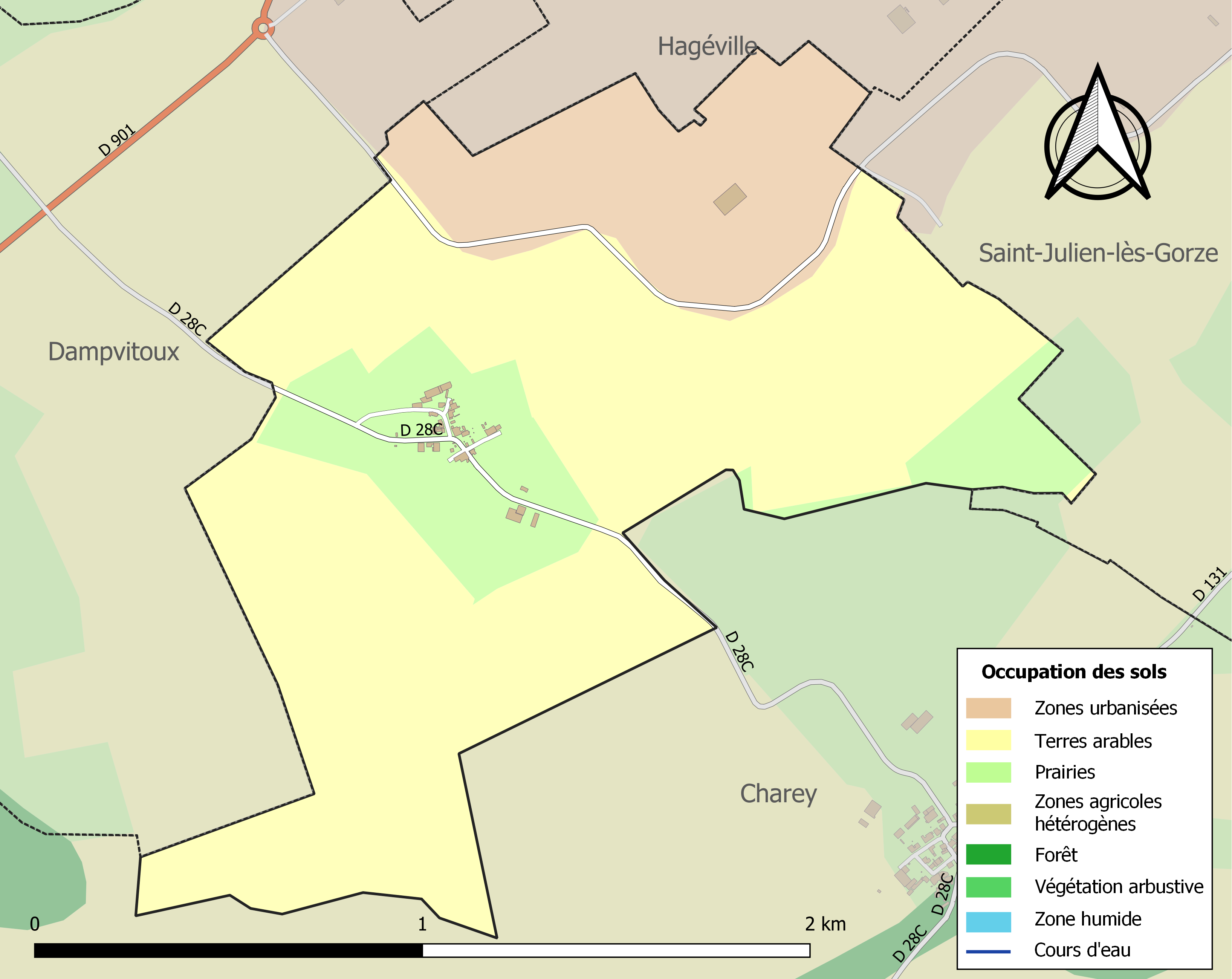
Carte des infrastructures et de l'occupation des sols de la commune en 2018 (CLC).

## Toponymie
Le nom de la localité est attesté sous les formes Dominum Martinum (933) ; Dompmairtin-de-lès-la-Chaulcie (1297) ; Dommartin-la-Chapelle (1801), jusqu'en 1965.

Dommartin est un hagiotoponyme caché du bas latin domnus et le nom du saint Martinus : « saint Martin » .
Le nom actuel est officiel depuis 1965.

## Histoire

### Moyen Âge
En 1277, Dompmartin-de-la-chaulcie relevait de la baronnie d’Apremont. Appelé ainsi parce que traversée par une voie romaine.
C’est en 1290,  par les textes que nous avons la certitude que ce village existait à l’emplacement d’aujourd’hui puisque le duc de Ferry reconnaît officiellement qu’un habitant devient son homme–lige, pour 100 livres de l’époque.

### Temps modernes
En 1663 le seigneur est le chevalier Antoine de Gourcy capitaine et bailli d'Étain.
En 1703, le village est appelé Dompmartin.
En 1709, le duc de Lorraine Stanislas Leszczyński en était le seigneur et justicier. Le patronage appartenait à l’abbé de Gorze. (Dans le vieux cimetière qui se visite, madame Marie Françoise, veuve de messire Charles François Boyard 1er maître d’hôtel du duc, y repose depuis 1722.)
En 1710, Dommartin-les-Thiaucourt, 12 habitants est rattaché à la prévôté de Thiaucourt.
En 1752, Dommartin-sous-les-côtes, 14 habitants est rattaché à la prévôté de Saint-Mihiel.
En 1773, un ancien château appartenant aux comtes de  Bainville est incendié. Sur ses ruines est reconstituée une ferme fortifiée et monsieur le comte de Gourcy obtient le droit de justice.

### Époque contemporaine
En 1823, l’abbé Daunot (né le 8 mars 1785 à Liverdun de Claude Daunot et de Marie Hauï, ancien officier des dragons dans les armées de Napoléon 1er, curé de Flirey puis de Charey), devant la misère des populations, décide de fonder une congrégation religieuse des Sœurs de l'Alliance, les sœurs de la Sainte Enfance de Marie.
L'institut des sœurs de la Sainte Enfance de Marie est approuvé par l'église lorsqu'il obtient l’autorisation officielle épiscopale le 8 décembre 1827 et la maison-mère est ensuite transférée à Nancy.
Le 17 septembre 1845, l’autorité civile lui accorde par les vertus d’un statut du roi Louis-Philippe, le droit de devenir une congrégation appelée congrégation des sœurs de la Sainte Enfance de Marie. La congrégation obtient ainsi le droit d’être une congrégation hospitalière puis enseignante en 1855.
Par décret du 13 août 1858, Napoléon III nomme M. Daunot, ancien maréchal-des-logis de dragons et fondateur et premier supérieur des sœurs de la Sainte-Enfance-de-Marie, chevalier de l'Ordre impérial de la Légion d'honneur,.
En 1860, M. Daunot construit une chapelle pour la communauté. Dommartin se fait appeler Dommartin-la-Chapelle et comptent 142 habitants dont 80 sœurs.
Le 11 avril 1866, l’abbé décède et est inhumé dans le petit cimetière jouxtant l’église.
Trop éloignée de la ville, la communauté dut être transférée tout d’abord à Houdemont le 16 juillet 1870 puis quelques années après à Nancy où la communauté continue d’exister sous le nom des sœurs de l’Alliance. Le corps de l’abbé Daunot a lui aussi été transféré le 16 juin 1877 à l’entrée de la maison mère à Nancy.
Église Saint-Martin dévastée en 1917 reconstruite en néo-roman en 1924.
En 1965, Dommartin-la-Chapelle est rebaptisé en Dommartin-la-Chaussée.

## Politique et administration

### Liste des maires
| Période                                  | Période                   | Identité                                    | Étiquette | Qualité                           |
| ---------------------------------------- | ------------------------- | ------------------------------------------- | --------- | --------------------------------- |
| Les données manquantes sont à compléter. |                           |                                             |           |                                   |
| mars 2001                                | En cours (au 25 mai 2020) | Denis Petit, Réélu pour le mandat 2020-2026 |           | Ancienne profession intermédiaire |

## Population et société

### Démographie
L'évolution du nombre d'habitants est connue à travers les recensements de la population effectués dans la commune depuis 1793. Pour les communes de moins de 10 000 habitants, une enquête de recensement portant sur toute la population est réalisée tous les cinq ans, les populations de référence des années intermédiaires étant quant à elles estimées par interpolation ou extrapolation. Pour la commune, le premier recensement exhaustif entrant dans le cadre du nouveau dispositif a été réalisé en 2004.

En 2022, la commune comptait 27 habitants, en évolution de −25 % par rapport à 2016 (Meurthe-et-Moselle : −0,13 %, France hors Mayotte : +2,11 %).
| 1793 | 1800 | 1806 | 1821 | 1831 | 1836 | 1841 | 1846 | 1851 |
| ---- | ---- | ---- | ---- | ---- | ---- | ---- | ---- | ---- |
| 89   | 108  | 102  | 87   | 103  | 132  | 111  | 110  | 118  |

| 1856 | 1861 | 1872 | 1876 | 1881 | 1886 | 1891 | 1896 | 1901 |
| ---- | ---- | ---- | ---- | ---- | ---- | ---- | ---- | ---- |
| 166  | 146  | 88   | 81   | 79   | 84   | 82   | 65   | 84   |

| 1906 | 1911 | 1921 | 1926 | 1931 | 1936 | 1946 | 1954 | 1962 |
| ---- | ---- | ---- | ---- | ---- | ---- | ---- | ---- | ---- |
| 66   | 62   | 45   | 47   | 53   | 48   | 57   | 70   | 35   |

| 1968 | 1975 | 1982 | 1990 | 1999 | 2004 | 2006 | 2009 | 2014 |
| ---- | ---- | ---- | ---- | ---- | ---- | ---- | ---- | ---- |
| 32   | 23   | 23   | 17   | 36   | 47   | 51   | 42   | 36   |

| 2019 | 2022 | - | - | - | - | - | - | - |
| ---- | ---- | - | - | - | - | - | - | - |
| 32   | 27   | - | - | - | - | - | - | - |

## Culture locale et patrimoine

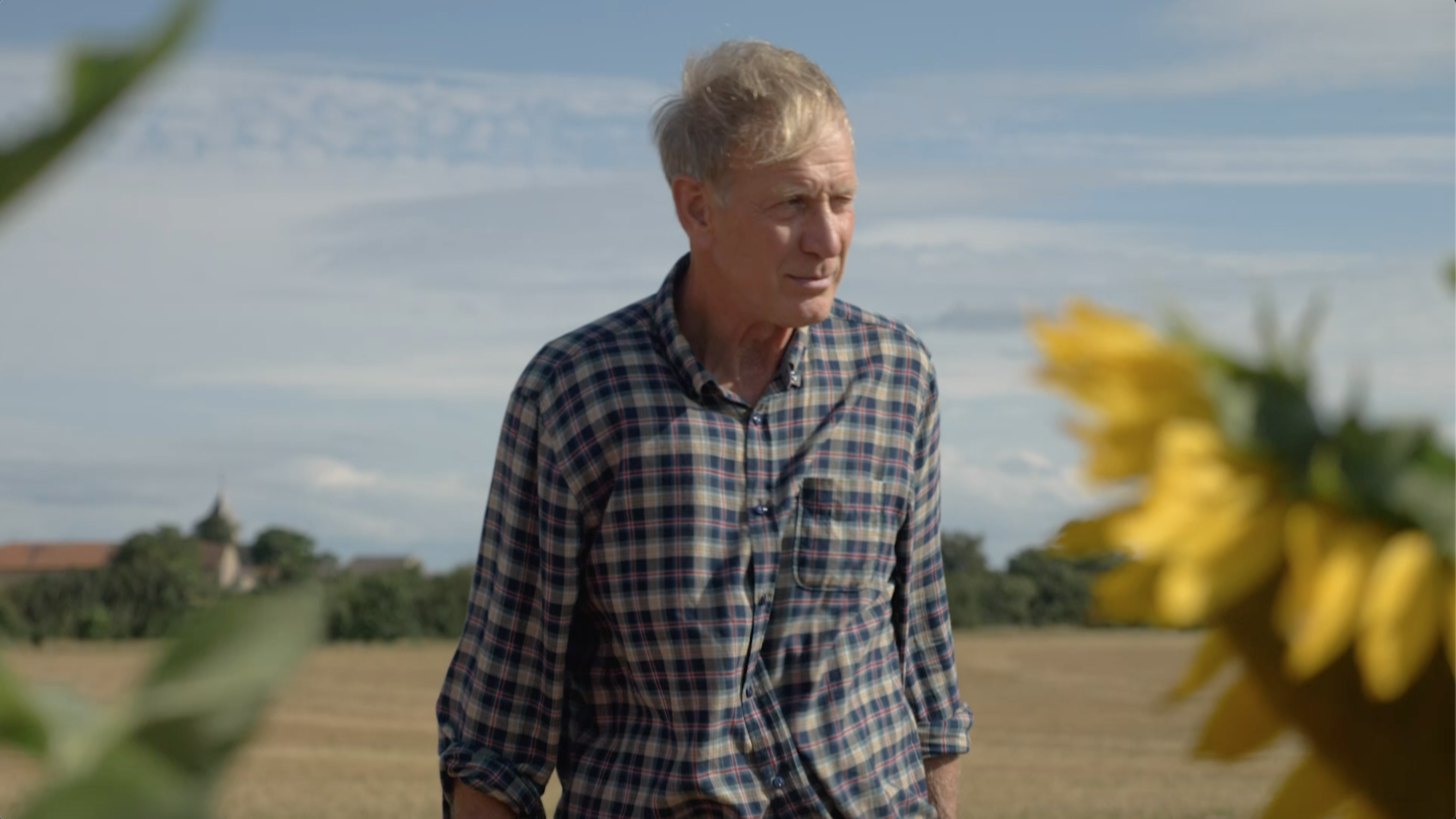
Denis Petit, maire de Dommartin-la-Chaussée depuis 1997.

En 2021, le village de Dommartin-la-Chaussée et son maire font l'objet d'un moyen métrage de 52 minutes de Didier Sallustro intitulé Le village idéal du Maire Petit qui suit la démarche vivante imprégnée d'art brut de Denis Petit, le maire du village : « Je ne suis pas fou... Peut-être un peu, c’est nécessaire pour être un bon maire ».

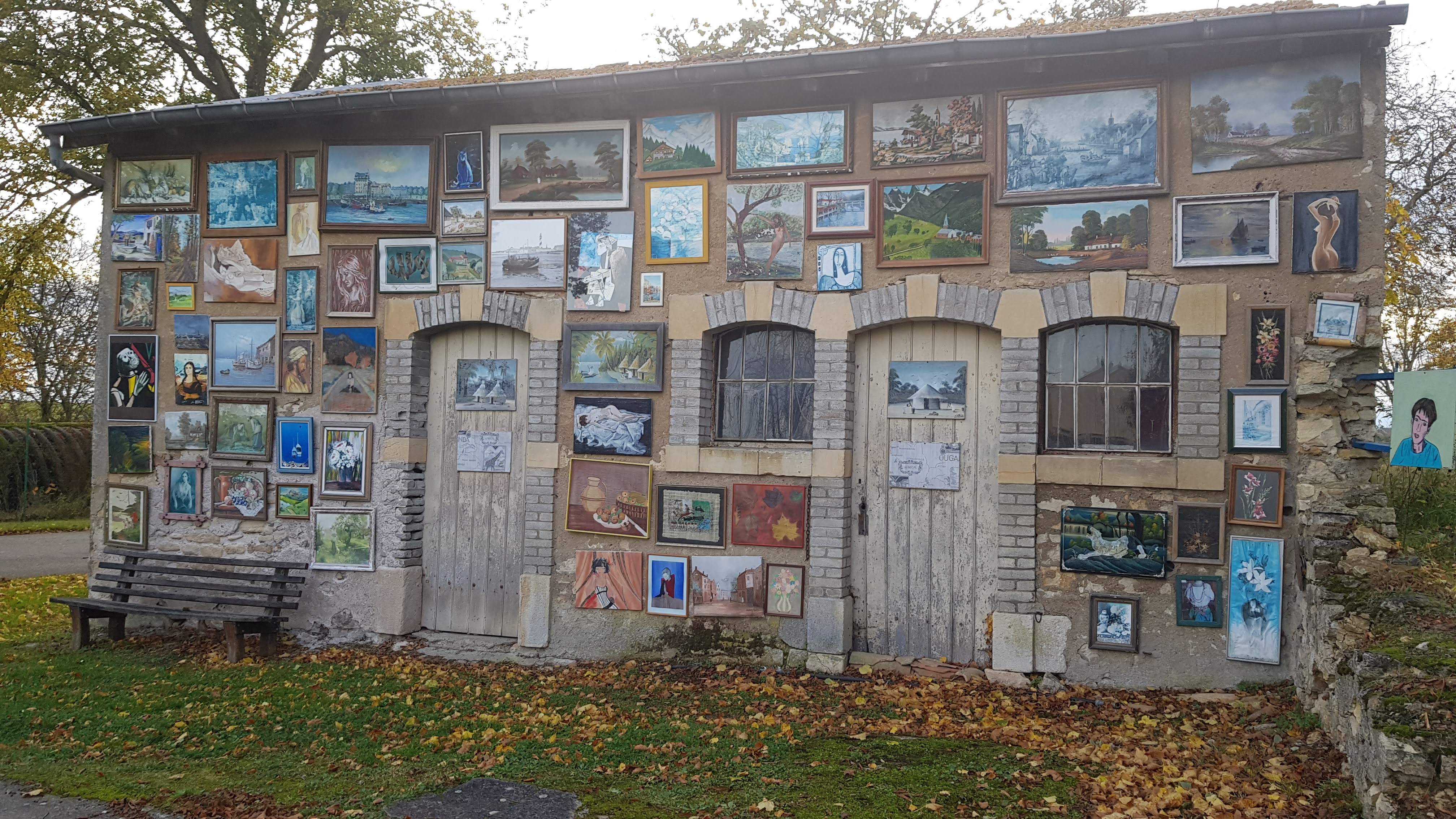
Œuvre d'art brut au cœur du village.

Au début de l'année 2022, les divers travaux artistiques entrepris depuis plusieurs années par Denis Petit attirent l'attention du magazine bimestriel Artension dans lequel paraît un article en double page montrant plusieurs réalisations qui ne manquent pas d'éveiller l'intérêt des passants.

### Lieux et monuments
- Une villa gallo-romaine fouillée en 1953 a donné un abondant mobilier, dont un monument d'environ 3 m de haut (dit "Cavalier à l'Anguipède"), actuellement au Musée lorrain, qui avait été jeté dans un puits, probablement à l'avènement du christianisme.
- Nécropole mérovingienne fouillée en 1877.
- Église Saint-Martin dévastée en 1917, reconstruite en néo-roman en 1924.

### Héraldique, logotype et devise
| Blason de Dommartin-la-Chaussée | Blason  | D'azur semé de croisettes recroisetées au pied fiché d'or chargé de deux bars de même ; l'écu chapé d'or à deux taux de sable. |
| Blason de Dommartin-la-Chaussée | Détails | Le statut officiel du blason reste à déterminer.                                                                               |